# حديقة شيناندوا الوطنية
حديقة شيناندوا الوطنية أو منتزه شيناندوا الوطني (بالإنجليزية: Shenandoah National Park)‏ يعتبر من اقدم منتزهات ولاية فرجينيا الوطنية، ويقع على بعد حوالي 70 ميلاً غرب واشنطن العاصمة. يشتهر بمناظره الخلابة على طول طريق سكالين درايف وهو طريق يبلغ طوله 105 ميل ويمتد عبر طول المنتزه، والذي يمتد أسفله درب الأبالاش الذي يميز المنتزه. وهو ممر للمشي الجبلي ويمتد لحوالي 95 ميلًا. تتمتع هذه الحديقة بتاريخ جيولوجي غني، حيث تشكلت الصخور القديمة على مدى ملايين إلى مليارات السنين.
ويعد المنتزه وجهة مثالية لقضاء العطلات بسبب موقعه المناسب من منطقة واشنطن العاصمة على بعد 90 دقيقة. يستمتع الزوار بمجموعة واسعة من الأنشطة الترفيهية وسط المناظر الطبيعية الخلابة في جبال بلو ريدج الجميلة. تشتهر المنطقة بمناظرها البانورامية المذهلة.
ويحتوي منزه شيناندوا الوطني على أراضي مليئة بشلالات متتالية ومناظر خلابة وحقول من الزهور البرية واشجار مجوفة هادئة. مع أكثر من 200,000 فدان من الأراضي المحمية التي تعد ملاذًا للغزلان والطيور المغردة.

## الغرض من الحديقة
يحمي ويحافظ متنزه شيناندواه الوطني على الموارد الطبيعية والثقافية ذات الأهمية الوطنية، والجمال الخلاب، والأراضي البرية المعينة من قبل الكونغرس داخل جبال بلو ريدج الشمالية بولاية فيرجينيا، ويوفر مجموعة واسعة من الفرص للاستمتاع العام، والاستجمام، والإلهام.

## الجغرافيا
تضم الحديقة أجزاء من ثماني مقاطعات. على الجانب الغربي من طريق سكالين درايف، حيث يقع من الشمال الشرقي إلى الجنوب الغربي، مقاطعات وارن وبايج وروكينغهام وأوغستا. وعلى الجانب الشرقي من سكالين درايف توجد مقاطعات راباهانوك وماديسون وغرين وألبيمارل. تمتد الحديقة لمسافة 105 أميال (169 كم) على طول الطريق من بالقرب من بلدة فرونت رويال في الشمال الشرقي إلى بالقرب من مدينة وواينسبورو، وفي الجنوب الغربي يقع مقر الحديقة في لوراي.

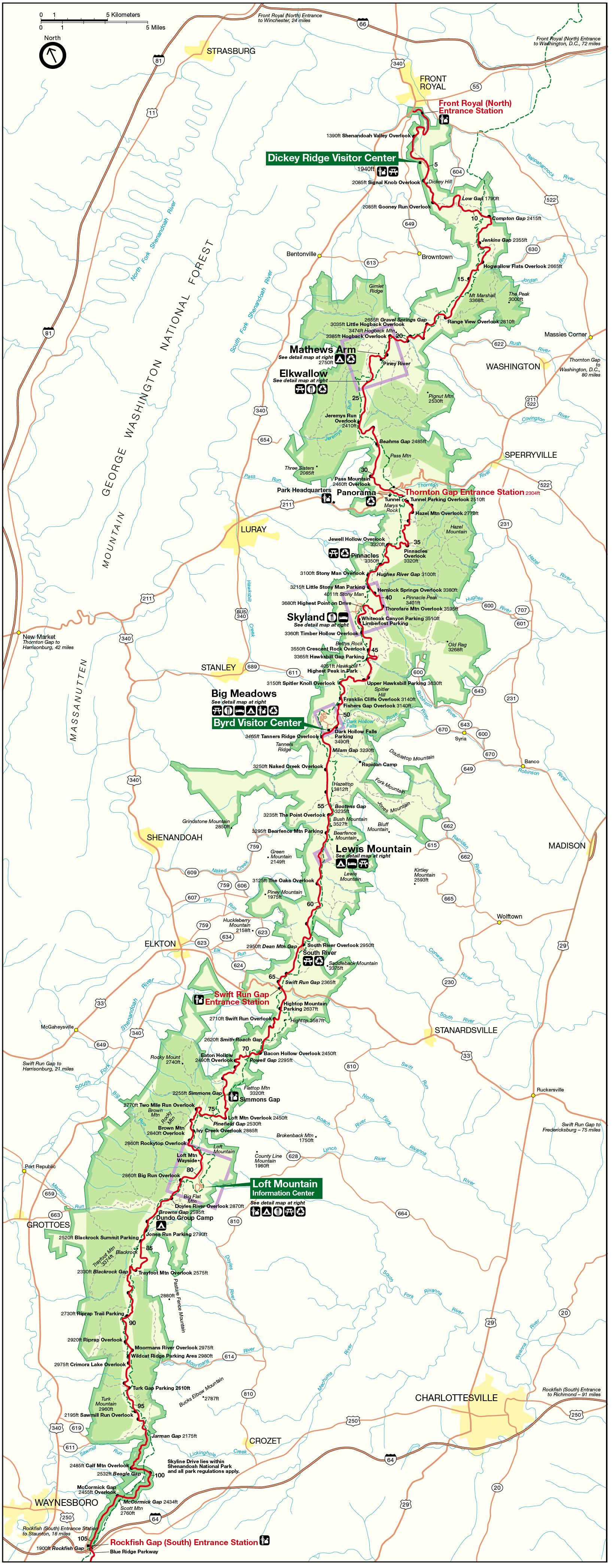
خريطة المنتزه (اضغط على الخريطة للتكبير)

### الجيولوجيا
تقع حديقة شيناندواه الوطنية على طول جبال بلو ريدج في شمال وسط ولاية فرجينيا. تشكل هذه الجبال مرتفعات مميزة تقع على ارتفاعات تزيد عن 4000 قدم (1200م). تتشكل التضاريس الطبوغرافية للحديقة بين جبال بلو ريدج ووادي شيناندواه 3000 قدم (910 م). وفي بعض المواقع يقسم حوض تصريف نهر شيناندواه، وهو جزء من تصريف نهر بوتوماك، على الجانب الغربي، من أحواض تصريف نهر جيمس وراباهانوك على الجانب الشرقي.
يعود تاريخ بعض الصخور المكشوفة في المتنزه إلى أكثر من مليار سنة، مما يجعلها من بين أقدم الصخور في ولاية فرجينيا. تشتمل صخور الأساس في المنتزه على صخور قاعدية جرانيتية من عصر جرينفيل (يبلغ عمرها 1.2-1.0 مليار سنة) وتسلسل غطاء من الصخور الرسوبية والبركانية المتحولة (570-550 مليون سنة) من تشكيلات «سويفت ران وكاتوكتين».ويمكن رؤية أعمدة تكوين الصخور الكتكونية من البازلت المتحولة في قمة كومبتون. أيضا تشتمل على صخور كلستيك من مجموعة تشيلهوي ويعود تاريخ تشكلها إلى أوائل العصر الكمبري (542-520 مليون سنة). أيضا يمكن إيجاد الرواسب السطحية الرباعية بشكل شائع حيث تغطي الكثير من المناطق في جميع أنحاء المنتزه.
تقع الحديقة على طول الجزء الغربي من جبال بلو ريدج، وهي عبارة عن هيكل من حقبة الحياة القديمة على الحافة الشرقية لجبال الأبلاش. كانت الصخور داخل الحديقة مطوية، معيبة، ومشوهة، وتحولت خلال أواخر حقبة الحياة القديمة من نشأة اليجانيان (325 إلى 260 مليون سنة) إلى تضاريس وعرة لجبال بلو ريدج ناتجة عن حدوث عملية التجوية خلال حقبة الحياة الحديثة، إضافة لحدوث بعض النشاط التكتوني بعد حقب الحياة القديمة في المنطقة.